# La Enea
La Enea è un comune (corregimiento) della Repubblica di Panama situato nel distretto di Guararé, provincia di Los Santos. Si estende su una superficie di 13,2 km² e conta una popolazione di 1.186 abitanti (censimento 2010).